# Ernst Christoph Homburg
Ernst Christoph Homburg, född 1 mars 1605, död 27 juni 1681 i Eisenach. Advokat och evangelisk psalmdiktare, översättare och poet verksam i Naumburg an der Saale, Sachsen. Han är begravd i Naumburg. Han finns representerad i alla officiella psalmböcker från 1695 års psalmbok till Den svenska psalmboken 1986. Han är också representerad i danska psalmböcker, bland andra i Psalmebog for Kirke og Hjem.

## Biografi
Homburg kom från en evangelisk prästfamilj i Mihla. Efter examen i Creuzburg skrev han vid 27 års ålder, den 3 juli 1632, in sig i Wittenberg, för att studera rättsvetenskap.  Här började han dikta sånger för studenter och andra vittra sällskap. Texter vilka finns bevarade i hans skrift Clio. Under åren 1635—1638 bodde han huvudsakligen i Hamburg, innan han fortsatte sina juridikstudier i unterbrochen durch einen ausgedehnten Aufenthalt in den Nederländerna utan att avlägga någon examen. År 1642 bosatte han sig i Naumburg an der Saale där han verkade som jurist. Här gjorde han också flera översättningsarbeten, bland andra dikter av Jacob Cats 1648. Homburgs lätt komponerbara sånger blev tonsatta av många kompositörer (särskilt märkbar är Johann Sebastian Bachs tonsättning Bach-Werke-Verzeichnis (BWV) 85), och hans Schäferdiktning vann stort bifallhos Pegnitzschäfer. 
Under en längre sjukdomstid diktade och översatte han texter av Angelus Silesius. Homburg bedöms som en av de mest talangfulla tyska lyrikerna under 1600-talet.

## Psalmer
- Jesus, du mitt liv, min hälsa (1695 nr 152, 1986 nr 138) skriven 1659 och översatt av Ericus Norenius från tyskans Jesu, meines Lebens Leben, 1661.
- Låt oss fröjdas, gladligt sjunga (1695 nr 170, 1937 nr 170) skriven 1659 och översatt av Petrus Brask.